# Kisderencs
Kisderencs (1899-ig Zemplén-Dricsna, szlovákul: Malá Driečna) a Vladicsa községhez tartozó Derencs része, egykor önálló falu Szlovákiában, az Eperjesi kerületben, a Sztropkói járásban.

## Fekvése
Sztropkótól 21 km-re északkeletre fekszik. Derencs déli részét alkotja.

## Története
Kisderencset 1635-ben említik először. A sztropkói uradalomhoz tartozott. 1715-ben 5, 1720-ban 6 háztartása adózott.
A 18. század végén Vályi András így ír róla: „DRISMA. Tót falu Zemplén Vármegyében, határja sovány, tulajdonságai hasonlítanak Bukócz falujáéhoz, negyedik Osztálybéli.”
Fényes Elek 1851-ben kiadott geográfiai szótárában így ír a faluról: „Dricsma, Zemplén v. orosz falu, Sztropkó fil. 2 romai, 370 gör. k., 7 zsidó lak. Gör. sz. egyház. 203 h. szántóföld. F. u. gr. Barkóczy. Ut. p. Komarnik.”
1900-ban 122-en lakták. 1910-ben 140, túlnyomórészt ruszin lakosa volt. A trianoni diktátumig Zemplén vármegye Mezőlaborci járásához tartozott.
Kis- és Nagyderencset 1960-ban Derencs néven egyesítették.